# Crystal Planet
Crystal Planet è il settimo album di Joe Satriani, pubblicato nel 1998.
Nel brano Ceremony, Satriani utilizza per la prima volta la chitarra Ibanez Universe 7 corde. Dopo questa esperienza, il custom shop di Ibanez realizzerà la versione JS a 7 corde.

## Tracce
1. Up in the Sky - 4:10
2. House Full of Bullets - 5:33
3. Crystal Planet - 4:34
4. Love Thing - 3:50
5. Trundrumbalind - 5:13
6. Lights of Heaven - 4:23
7. Raspberry Jam Delta-v - 5:21
8. Ceremony - 4:53
9. With Jupiter in Mind - 5:47
10. Secret Prayer - 4:27
11. A Train of Angels - 3:42
12. A Piece of Liquid - 3:04
13. Psycho Monkey - 4:36
14. Time - 5:05
15. Z.Z.'s Song - 3:00

Tutti i brani sono di Joe Satriani, eccetto i brani 11, 12, 13, dove figura assieme al figlio Z.Z. Satriani.

## Formazione
- Joe Satriani -  chitarra, basso, tastiere, armonica
- Stuart Hamm - basso
- Jeff Campitelli - batteria e percussioni
- Eric Caudieux - tastiere
- Eric Valentine - batteria, basso, tastiere, percussioni
- Rhoades Howe - percussioni
- Elk Thunder - percussioni